# Copa del Rey de fútbol 2018-19
La Copa del Rey de fútbol 2018-19 fue la edición número 115 de dicha competición española. Participaron todos los equipos de Primera y de Segunda División junto a algunos de los mejores clasificados de Segunda B y Tercera División (siempre que no fuesen filiales de otros clubes de superior categoría).
El 28 de enero de 2019 se anunció que la final se celebraría en el Estadio Benito Villamarín de Sevilla por primera vez en la historia del estadio verdiblanco. En dicha final, el Valencia CF se alzó con el título al derrotar al vigente campeón, el F. C. Barcelona, por 2-1. El partido se emitió en televisión por La 1 de Televisión Española, obteniendo una audiencia promedio de 6.430.000 espectadores (44% de cuota).

## Participantes
Participan los veinte equipos de Primera, veinte de los veintidós de Segunda, veinticinco de Segunda B y dieciocho de Tercera de la pasada temporada.
Se muestra en negrita al campeón de la Copa.
| 1.ª División | 2.ª División | 2.ª División "B" | 3.ª División |
| --- | --- | --- | --- |
| F. C. Barcelona C. Atlético de Madrid Real Madrid C. F. Valencia C.F. Villarreal C.F. Real Betis Sevilla F. C. Getafe C.F. S.D. Eibar Girona F.C. R. C. D. Espanyol Real Sociedad R.C. Celta Deportivo Alavés Levante U.D. Athletic Club C. D. Leganés R.C. Deportivo U.D. Las Palmas Málaga C.F. | Rayo Vallecano S. D. Huesca Real Zaragoza Real Sporting Real Valladolid C.F. C.D. Numancia Real Oviedo C.A. Osasuna Cádiz C.F. Granada C.F. C.D. Tenerife C. D. Lugo A.D. Alcorcón C.F. Reus Deportiu Club Gimnàstic Córdoba C.F. Albacete Balompié U.D. Almería Cultural Leonesa Lorca F.C. | C.F. Rayo Majadahonda C.F. Fuenlabrada C. Rápido de Bouzas C.D.A. Navalcarnero C.F. Talavera de la Reina C.D. Mirandés Real Racing Club Barakaldo C.F. U.D. Logroñés S.D. Gernika Club R. C. D. Mallorca Elche C. F. U.E. Cornellá Ontinyent C.F. C. D. Ebro F.C. Cartagena Marbella F.C. Real Murcia C.F. Extremadura U.D. U.D. Melilla Club Lleida Esportiu C.F. Badalona C.F. Villanovense C.D. Tudelano UCAM Murcia C.F. | S.D. Compostela U.P. Langreo R.S. Gimnástica S.C.D. Durango U.E. Sant Andreu C.D. Castellón Internacional de Madrid C.F. Unionistas de Salamanca C.F. Real Jaén C.F. A.D. Ceuta F.C. U.D. Poblense C.D. Mensajero Yeclano Deportivo C.D. Don Benito U.D. Mutilvera C.D. Calahorra C.D. Teruel U.B. Conquense |

## Primera eliminatoria
La eliminatoria se disputó a partido único el 5 de septiembre de 2018.
| Equipo 1                      | Resultado    | Equipo 2                      |
| ----------------------------- | ------------ | ----------------------------- |
| C. F. Villanovense            | Exento       |                               |
| Real Murcia C. F.             | Exento       |                               |
| C. F. Badalona                | Exento       |                               |
| C. D. Tudelano                | Exento       |                               |
| Lorca F. C.                   | Exento       |                               |
| Rápido de Bouzas              | 0–4          | Unionistas de Salamanca C. F. |
| C. D. Mensajero               | 0–3          | S. D. Compostela              |
| Internacional de Madrid C. F. | 2–2 (4:5 p.) | C. F. Fuenlabrada             |
| C. D. A. Navalcarnero         | 0–2          | Cultural Leonesa              |
| U. P. Langreo                 | 1–2          | U. D. Logroñés                |
| S. D. Gernika Club            | 1–0          | S. C. D. Durango              |
| C. D. Mirandés                | 0–1          | R. Racing Club                |
| Barakaldo C. F.               | 1–1 (3:4 p.) | U. D. Mutilvera               |
| C. D. Calahorra               | 1–1 (4:2 p.) | R. S. Gimnástica              |
| U. E. Cornellà                | 1–1 (2:3 p.) | U. E. Sant Andreu             |
| C. D. Castellón               | 1–0          | U. B. Conquense               |
| U. D. Poblense                | 1–4          | Ontinyent C. F.               |
| Club Lleida Esportiu          | 2–0          | C. D. Teruel                  |
| C. D. Don Benito              | 0–1          | F. C. Cartagena               |
| Yeclano Deportivo             | 1–2 (t.s.)   | U. D. Melilla                 |
| UCAM Murcia C. F.             | 2–0          | A. D. Ceuta C. F.             |
| C. F. Talavera de la Reina    | 2–2 (3:4 p.) | Real Jaén C. F.               |
| Marbella F. C.                | 0–1          | C. D. Ebro                    |

## Segunda eliminatoria
La eliminatoria se decidirá a partido único el 12 de septiembre de 2018.

### Equipos de Segunda "B" y Tercera
| Equipo 1             | Resultado    | Equipo 2                      |
| -------------------- | ------------ | ----------------------------- |
| U. D. Mutilvera      | Exento       |                               |
| Ontinyent C. F.      | 1–1 (6:5 p.) | Real Jaén C. F.               |
| C. F. Villanovense   | 2–1          | C. F. Badalona                |
| U. D. Melilla        | 3–0          | C. D. Tudelano                |
| Club Lleida Esportiu | 1–0          | S. D. Compostela              |
| Cultural Leonesa     | 1–1 (5:4 p.) | C. F. Fuenlabrada             |
| UCAM Murcia C. F.    | 0–2          | R. Racing Club                |
| F. C. Cartagena      | 1–1 (4:5 p.) | U. D. Logroñés                |
| U. E. Sant Andreu    | 1–0 (t.s.)   | S. D. Gernika Club            |
| C. D. Calahorra      | 2–0          | C. D. Castellón               |
| Lorca F. C.          | 2–1 (t.s.)   | Unionistas de Salamanca C. F. |
| C. D. Ebro           | 0–0 (5:4 p.) | Real Murcia C. F.             |

### Equipos de Segunda
| Equipo 1          | Resultado | Equipo 2               |
| ----------------- | --------- | ---------------------- |
| U. D. Las Palmas  | 1–2       | C. F. Rayo Majadahonda |
| C. A. Osasuna     | 1–2       | C. F. Reus Deportiu    |
| Elche C. F.       | 2–1       | Granada C. F.          |
| Málaga C. F.      | 1–2       | U. D. Almería          |
| R. C. D. Mallorca | 1–0       | Real Oviedo            |
| A.D. Alcorcón     | 1–0       | Extremadura U. D.      |
| C. D. Numancia    | 1–2       | Sporting de Gijón      |
| Albacete Balompié | 2–3       | C. D. Lugo             |
| C. D. Tenerife    | 1–2       | Cádiz C. F.            |
| Córdoba C.F.      | 2–0       | Gimnàstic de Tarragona |
| Real Zaragoza     | 2–1       | Deportivo de La Coruña |

## Tercera eliminatoria
El sorteo correspondiente a esta eliminatoria se celebró en septiembre de 2018 en la Ciudad del Fútbol de Las Rozas.

### Equipos de Segunda "B" y Tercera
| Equipo 1            | Resultado  | Equipo 2           |
| ------------------- | ---------- | ------------------ |
| U. D. Mutilvera     | 1–3        | C. F. Villanovense |
| U. E. Sant Andreu   | 1–0 (t.s.) | C. D. Calahorra    |
| C. D. Ebro          | 2–1        | Lleida Esportiu    |
| U. D. Melilla       | 2–0        | Ontinyent C. F.    |
| Racing de Santander | 1–0        | U. D. Logroñés     |
| Lorca F. C.         | 0–3        | C y D Leonesa      |

### Equipos de Segunda
| Equipo 1               | Resultado    | Equipo 2            |
| ---------------------- | ------------ | ------------------- |
| R. C. D. Mallorca      | Exento       |                     |
| Elche C. F.            | 1–4          | Córdoba C. F.       |
| U. D. Almería          | 3–1          | C. F. Reus Deportiu |
| C. F. Rayo Majadahonda | 1–1 (3:4 p.) | Sporting de Gijón   |
| C. D. Lugo             | 1–0          | A. D. Alcorcón      |
| Real Zaragoza          | 0–1          | Cádiz C. F.         |

## Fase final
|  | Dieciseisavos de final                                      | Dieciseisavos de final                                      | Dieciseisavos de final                                      | Dieciseisavos de final                                      |   |                    | Octavos de final                                      | Octavos de final                                      | Octavos de final                                      | Octavos de final                                      |  |                   | Cuartos de final                                       | Cuartos de final                                       | Cuartos de final                                       | Cuartos de final                                       |  |                 | Semifinales                                               | Semifinales                                               | Semifinales                                               | Semifinales                                               |  |                 | Final                                                 | Final                                                 | Final                                                 |  |
|  | 31 de octubre de 2018 (ida) 5 de diciembre de 2018 (vuelta) | 31 de octubre de 2018 (ida) 5 de diciembre de 2018 (vuelta) | 31 de octubre de 2018 (ida) 5 de diciembre de 2018 (vuelta) | 31 de octubre de 2018 (ida) 5 de diciembre de 2018 (vuelta) |   |                    | 9 de enero de 2019 (ida) 16 de enero de 2019 (vuelta) | 9 de enero de 2019 (ida) 16 de enero de 2019 (vuelta) | 9 de enero de 2019 (ida) 16 de enero de 2019 (vuelta) | 9 de enero de 2019 (ida) 16 de enero de 2019 (vuelta) |  |                   | 23 de enero de 2019 (ida) 30 de enero de 2019 (vuelta) | 23 de enero de 2019 (ida) 30 de enero de 2019 (vuelta) | 23 de enero de 2019 (ida) 30 de enero de 2019 (vuelta) | 23 de enero de 2019 (ida) 30 de enero de 2019 (vuelta) |  |                 | 6 de febrero de 2019 (ida) 27 de febrero de 2019 (vuelta) | 6 de febrero de 2019 (ida) 27 de febrero de 2019 (vuelta) | 6 de febrero de 2019 (ida) 27 de febrero de 2019 (vuelta) | 6 de febrero de 2019 (ida) 27 de febrero de 2019 (vuelta) |  |                 | 25 de mayo de 2019 Estadio Benito Villamarín, Sevilla | 25 de mayo de 2019 Estadio Benito Villamarín, Sevilla | 25 de mayo de 2019 Estadio Benito Villamarín, Sevilla |  |
|  |                                                             |                                                             |                                                             |                                                             |   |                    |                                                       |                                                       |                                                       |                                                       |  |                   |                                                        |                                                        |                                                        |                                                        |  |                 |                                                           |                                                           |                                                           |                                                           |  |                 |                                                       |                                                       |                                                       |  |
|  |                                                             |                                                             |                                                             |                                                             |   |                    |                                                       |                                                       |                                                       |                                                       |  |                   |                                                        |                                                        |                                                        |                                                        |  |                 |                                                           |                                                           |                                                           |                                                           |  |                 |                                                       |                                                       |                                                       |  |
|  | Athletic de Bilbao                                          | Athletic de Bilbao                                          | 4                                                           | 4                                                           |   |                    |                                                       |                                                       |                                                       |                                                       |  |                   |                                                        |                                                        |                                                        |                                                        |  |                 |                                                           |                                                           |                                                           |                                                           |  |                 |                                                       |                                                       |                                                       |  |
|  | Athletic de Bilbao                                          | Athletic de Bilbao                                          | 4                                                           | 4                                                           |   |                    |                                                       |                                                       |                                                       |                                                       |  |                   |                                                        |                                                        |                                                        |                                                        |  |                 |                                                           |                                                           |                                                           |                                                           |  |                 |                                                       |                                                       |                                                       |  |
|  | S. D. Huesca                                                | S. D. Huesca                                                | 0                                                           | 0                                                           |   |                    |                                                       |                                                       |                                                       |                                                       |  |                   |                                                        |                                                        |                                                        |                                                        |  |                 |                                                           |                                                           |                                                           |                                                           |  |                 |                                                       |                                                       |                                                       |  |
|  | S. D. Huesca                                                | S. D. Huesca                                                | 0                                                           | 0                                                           |   | Athletic de Bilbao | Athletic de Bilbao                                    | 1                                                     | 1                                                     |                                                       |  |                   |                                                        |                                                        |                                                        |                                                        |  |                 |                                                           |                                                           |                                                           |                                                           |  |                 |                                                       |                                                       |                                                       |  |
|  |                                                             |                                                             |                                                             |                                                             |   | Athletic de Bilbao | Athletic de Bilbao                                    | 1                                                     | 1                                                     |                                                       |  |                   |                                                        |                                                        |                                                        |                                                        |  |                 |                                                           |                                                           |                                                           |                                                           |  |                 |                                                       |                                                       |                                                       |  |
|  |                                                             |                                                             | Sevilla F. C.                                               | Sevilla F. C.                                               | 3 | 0                  |                                                       |                                                       |                                                       |                                                       |  |                   |                                                        |                                                        |                                                        |                                                        |  |                 |                                                           |                                                           |                                                           |                                                           |  |                 |                                                       |                                                       |                                                       |  |
|  | C. F. Villanovense                                          | C. F. Villanovense                                          | Sevilla F. C.                                               | Sevilla F. C.                                               | 3 | 0                  | 0                                                     | 0                                                     |                                                       |                                                       |  |                   |                                                        |                                                        |                                                        |                                                        |  |                 |                                                           |                                                           |                                                           |                                                           |  |                 |                                                       |                                                       |                                                       |  |
|  | C. F. Villanovense                                          | C. F. Villanovense                                          |                                                             |                                                             |   |                    |                                                       |                                                       |                                                       |                                                       |  |                   |                                                        |                                                        |                                                        |                                                        |  |                 |                                                           |                                                           |                                                           |                                                           |  |                 |                                                       |                                                       |                                                       |  |
|  | Sevilla F. C.                                               | Sevilla F. C.                                               | 0                                                           | 1                                                           |   |                    |                                                       |                                                       |                                                       |                                                       |  |                   |                                                        |                                                        |                                                        |                                                        |  |                 |                                                           |                                                           |                                                           |                                                           |  |                 |                                                       |                                                       |                                                       |  |
|  | Sevilla F. C.                                               | Sevilla F. C.                                               | 0                                                           | 1                                                           |   |                    |                                                       |                                                       |                                                       |                                                       |  | Sevilla F. C.     | Sevilla F. C.                                          | 2                                                      | 1                                                      |                                                        |  |                 |                                                           |                                                           |                                                           |                                                           |  |                 |                                                       |                                                       |                                                       |  |
|  |                                                             |                                                             |                                                             |                                                             |   |                    |                                                       |                                                       |                                                       |                                                       |  | Sevilla F. C.     | Sevilla F. C.                                          | 2                                                      | 1                                                      |                                                        |  |                 |                                                           |                                                           |                                                           |                                                           |  |                 |                                                       |                                                       |                                                       |  |
|  |                                                             |                                                             | F. C. Barcelona                                             | F. C. Barcelona                                             | 0 | 6                  |                                                       |                                                       |                                                       |                                                       |  |                   |                                                        |                                                        |                                                        |                                                        |  |                 |                                                           |                                                           |                                                           |                                                           |  |                 |                                                       |                                                       |                                                       |  |
|  | C. D. Lugo                                                  | C. D. Lugo                                                  | F. C. Barcelona                                             | F. C. Barcelona                                             | 0 | 6                  | 1                                                     | 0                                                     |                                                       |                                                       |  |                   |                                                        |                                                        |                                                        |                                                        |  |                 |                                                           |                                                           |                                                           |                                                           |  |                 |                                                       |                                                       |                                                       |  |
|  | C. D. Lugo                                                  | C. D. Lugo                                                  |                                                             |                                                             |   |                    |                                                       |                                                       |                                                       |                                                       |  |                   |                                                        |                                                        |                                                        |                                                        |  |                 |                                                           |                                                           |                                                           |                                                           |  |                 |                                                       |                                                       |                                                       |  |
|  | Levante U. D.                                               | Levante U. D.                                               | 1                                                           | 2                                                           |   |                    |                                                       |                                                       |                                                       |                                                       |  |                   |                                                        |                                                        |                                                        |                                                        |  |                 |                                                           |                                                           |                                                           |                                                           |  |                 |                                                       |                                                       |                                                       |  |
|  | Levante U. D.                                               | Levante U. D.                                               | 1                                                           | 2                                                           |   | Levante U. D.      | Levante U. D.                                         | 2                                                     | 0                                                     |                                                       |  |                   |                                                        |                                                        |                                                        |                                                        |  |                 |                                                           |                                                           |                                                           |                                                           |  |                 |                                                       |                                                       |                                                       |  |
|  |                                                             |                                                             |                                                             |                                                             |   | Levante U. D.      | Levante U. D.                                         | 2                                                     | 0                                                     |                                                       |  |                   |                                                        |                                                        |                                                        |                                                        |  |                 |                                                           |                                                           |                                                           |                                                           |  |                 |                                                       |                                                       |                                                       |  |
|  |                                                             |                                                             | F. C. Barcelona                                             | F. C. Barcelona                                             | 1 | 3                  |                                                       |                                                       |                                                       |                                                       |  |                   |                                                        |                                                        |                                                        |                                                        |  |                 |                                                           |                                                           |                                                           |                                                           |  |                 |                                                       |                                                       |                                                       |  |
|  | Cultural Leonesa                                            | Cultural Leonesa                                            | F. C. Barcelona                                             | F. C. Barcelona                                             | 1 | 3                  | 0                                                     | 1                                                     |                                                       |                                                       |  |                   |                                                        |                                                        |                                                        |                                                        |  |                 |                                                           |                                                           |                                                           |                                                           |  |                 |                                                       |                                                       |                                                       |  |
|  | Cultural Leonesa                                            | Cultural Leonesa                                            |                                                             |                                                             |   |                    |                                                       |                                                       |                                                       |                                                       |  |                   |                                                        |                                                        |                                                        |                                                        |  |                 |                                                           |                                                           |                                                           |                                                           |  |                 |                                                       |                                                       |                                                       |  |
|  | F. C. Barcelona                                             | F. C. Barcelona                                             | 1                                                           | 4                                                           |   |                    |                                                       |                                                       |                                                       |                                                       |  |                   |                                                        |                                                        |                                                        |                                                        |  |                 |                                                           |                                                           |                                                           |                                                           |  |                 |                                                       |                                                       |                                                       |  |
|  | F. C. Barcelona                                             | F. C. Barcelona                                             | 1                                                           | 4                                                           |   |                    |                                                       |                                                       |                                                       |                                                       |  |                   |                                                        |                                                        |                                                        |                                                        |  | F. C. Barcelona | F. C. Barcelona                                           | 1                                                         | 3                                                         |                                                           |  |                 |                                                       |                                                       |                                                       |  |
|  |                                                             |                                                             |                                                             |                                                             |   |                    |                                                       |                                                       |                                                       |                                                       |  |                   |                                                        |                                                        |                                                        |                                                        |  | F. C. Barcelona | F. C. Barcelona                                           | 1                                                         | 3                                                         |                                                           |  |                 |                                                       |                                                       |                                                       |  |
|  |                                                             |                                                             | Real Madrid C. F.                                           | Real Madrid C. F.                                           | 1 | 0                  |                                                       |                                                       |                                                       |                                                       |  |                   |                                                        |                                                        |                                                        |                                                        |  |                 |                                                           |                                                           |                                                           |                                                           |  |                 |                                                       |                                                       |                                                       |  |
|  | U. D. Melilla                                               | U. D. Melilla                                               | Real Madrid C. F.                                           | Real Madrid C. F.                                           | 1 | 0                  | 0                                                     | 1                                                     |                                                       |                                                       |  |                   |                                                        |                                                        |                                                        |                                                        |  |                 |                                                           |                                                           |                                                           |                                                           |  |                 |                                                       |                                                       |                                                       |  |
|  | U. D. Melilla                                               | U. D. Melilla                                               |                                                             |                                                             |   |                    |                                                       |                                                       |                                                       |                                                       |  |                   |                                                        |                                                        |                                                        |                                                        |  |                 |                                                           |                                                           |                                                           |                                                           |  |                 |                                                       |                                                       |                                                       |  |
|  | Real Madrid C. F.                                           | Real Madrid C. F.                                           | 4                                                           | 6                                                           |   |                    |                                                       |                                                       |                                                       |                                                       |  |                   |                                                        |                                                        |                                                        |                                                        |  |                 |                                                           |                                                           |                                                           |                                                           |  |                 |                                                       |                                                       |                                                       |  |
|  | Real Madrid C. F.                                           | Real Madrid C. F.                                           | 4                                                           | 6                                                           |   | Real Madrid C. F.  | Real Madrid C. F.                                     | 3                                                     | 0                                                     |                                                       |  |                   |                                                        |                                                        |                                                        |                                                        |  |                 |                                                           |                                                           |                                                           |                                                           |  |                 |                                                       |                                                       |                                                       |  |
|  |                                                             |                                                             |                                                             |                                                             |   | Real Madrid C. F.  | Real Madrid C. F.                                     | 3                                                     | 0                                                     |                                                       |  |                   |                                                        |                                                        |                                                        |                                                        |  |                 |                                                           |                                                           |                                                           |                                                           |  |                 |                                                       |                                                       |                                                       |  |
|  |                                                             |                                                             | C. D. Leganés                                               | C. D. Leganés                                               | 0 | 1                  |                                                       |                                                       |                                                       |                                                       |  |                   |                                                        |                                                        |                                                        |                                                        |  |                 |                                                           |                                                           |                                                           |                                                           |  |                 |                                                       |                                                       |                                                       |  |
|  | C. D. Leganés                                               | C. D. Leganés                                               | C. D. Leganés                                               | C. D. Leganés                                               | 0 | 1                  | 2                                                     | 1                                                     |                                                       |                                                       |  |                   |                                                        |                                                        |                                                        |                                                        |  |                 |                                                           |                                                           |                                                           |                                                           |  |                 |                                                       |                                                       |                                                       |  |
|  | C. D. Leganés                                               | C. D. Leganés                                               |                                                             |                                                             |   |                    |                                                       |                                                       |                                                       |                                                       |  |                   |                                                        |                                                        |                                                        |                                                        |  |                 |                                                           |                                                           |                                                           |                                                           |  |                 |                                                       |                                                       |                                                       |  |
|  | Rayo Vallecano                                              | Rayo Vallecano                                              | 2                                                           | 0                                                           |   |                    |                                                       |                                                       |                                                       |                                                       |  |                   |                                                        |                                                        |                                                        |                                                        |  |                 |                                                           |                                                           |                                                           |                                                           |  |                 |                                                       |                                                       |                                                       |  |
|  | Rayo Vallecano                                              | Rayo Vallecano                                              | 2                                                           | 0                                                           |   |                    |                                                       |                                                       |                                                       |                                                       |  | Real Madrid C. F. | Real Madrid C. F.                                      | 4                                                      | 3                                                      |                                                        |  |                 |                                                           |                                                           |                                                           |                                                           |  |                 |                                                       |                                                       |                                                       |  |
|  |                                                             |                                                             |                                                             |                                                             |   |                    |                                                       |                                                       |                                                       |                                                       |  | Real Madrid C. F. | Real Madrid C. F.                                      | 4                                                      | 3                                                      |                                                        |  |                 |                                                           |                                                           |                                                           |                                                           |  |                 |                                                       |                                                       |                                                       |  |
|  |                                                             |                                                             | Girona F. C.                                                | Girona F. C.                                                | 2 | 1                  |                                                       |                                                       |                                                       |                                                       |  |                   |                                                        |                                                        |                                                        |                                                        |  |                 |                                                           |                                                           |                                                           |                                                           |  |                 |                                                       |                                                       |                                                       |  |
|  | Deportivo Alavés                                            | Deportivo Alavés                                            | Girona F. C.                                                | Girona F. C.                                                | 2 | 1                  | 2                                                     | 1                                                     |                                                       |                                                       |  |                   |                                                        |                                                        |                                                        |                                                        |  |                 |                                                           |                                                           |                                                           |                                                           |  |                 |                                                       |                                                       |                                                       |  |
|  | Deportivo Alavés                                            | Deportivo Alavés                                            |                                                             |                                                             |   |                    |                                                       |                                                       |                                                       |                                                       |  |                   |                                                        |                                                        |                                                        |                                                        |  |                 |                                                           |                                                           |                                                           |                                                           |  |                 |                                                       |                                                       |                                                       |  |
|  | Girona F. C.                                                | Girona F. C.                                                | 2                                                           | 2                                                           |   |                    |                                                       |                                                       |                                                       |                                                       |  |                   |                                                        |                                                        |                                                        |                                                        |  |                 |                                                           |                                                           |                                                           |                                                           |  |                 |                                                       |                                                       |                                                       |  |
|  | Girona F. C.                                                | Girona F. C.                                                | 2                                                           | 2                                                           |   | Girona F. C. (v.)  | Girona F. C. (v.)                                     | 1                                                     | 3                                                     |                                                       |  |                   |                                                        |                                                        |                                                        |                                                        |  |                 |                                                           |                                                           |                                                           |                                                           |  |                 |                                                       |                                                       |                                                       |  |
|  |                                                             |                                                             |                                                             |                                                             |   | Girona F. C. (v.)  | Girona F. C. (v.)                                     | 1                                                     | 3                                                     |                                                       |  |                   |                                                        |                                                        |                                                        |                                                        |  |                 |                                                           |                                                           |                                                           |                                                           |  |                 |                                                       |                                                       |                                                       |  |
|  |                                                             |                                                             | Atlético de Madrid                                          | Atlético de Madrid                                          | 1 | 3                  |                                                       |                                                       |                                                       |                                                       |  |                   |                                                        |                                                        |                                                        |                                                        |  |                 |                                                           |                                                           |                                                           |                                                           |  |                 |                                                       |                                                       |                                                       |  |
|  | U. E. Sant Andreu                                           | U. E. Sant Andreu                                           | Atlético de Madrid                                          | Atlético de Madrid                                          | 1 | 3                  | 0                                                     | 0                                                     |                                                       |                                                       |  |                   |                                                        |                                                        |                                                        |                                                        |  |                 |                                                           |                                                           |                                                           |                                                           |  |                 |                                                       |                                                       |                                                       |  |
|  | U. E. Sant Andreu                                           | U. E. Sant Andreu                                           |                                                             |                                                             |   |                    |                                                       |                                                       |                                                       |                                                       |  |                   |                                                        |                                                        |                                                        |                                                        |  |                 |                                                           |                                                           |                                                           |                                                           |  |                 |                                                       |                                                       |                                                       |  |
|  | At. de Madrid                                               | At. de Madrid                                               | 1                                                           | 4                                                           |   |                    |                                                       |                                                       |                                                       |                                                       |  |                   |                                                        |                                                        |                                                        |                                                        |  |                 |                                                           |                                                           |                                                           |                                                           |  |                 |                                                       |                                                       |                                                       |  |
|  | At. de Madrid                                               | At. de Madrid                                               | 1                                                           | 4                                                           |   |                    |                                                       |                                                       |                                                       |                                                       |  |                   |                                                        |                                                        |                                                        |                                                        |  |                 |                                                           |                                                           |                                                           |                                                           |  | F. C. Barcelona | F. C. Barcelona                                       | 1                                                     |                                                       |  |
|  |                                                             |                                                             |                                                             |                                                             |   |                    |                                                       |                                                       |                                                       |                                                       |  |                   |                                                        |                                                        |                                                        |                                                        |  |                 |                                                           |                                                           |                                                           |                                                           |  | F. C. Barcelona | F. C. Barcelona                                       | 1                                                     |                                                       |  |
|  |                                                             |                                                             | Valencia C. F.                                              | Valencia C. F.                                              | 2 |                    |                                                       |                                                       |                                                       |                                                       |  |                   |                                                        |                                                        |                                                        |                                                        |  |                 |                                                           |                                                           |                                                           |                                                           |  |                 |                                                       |                                                       |                                                       |  |
|  | U. D. Almería                                               | U. D. Almería                                               | Valencia C. F.                                              | Valencia C. F.                                              | 2 | 3                  | 0                                                     |                                                       |                                                       |                                                       |  |                   |                                                        |                                                        |                                                        |                                                        |  |                 |                                                           |                                                           |                                                           |                                                           |  |                 |                                                       |                                                       |                                                       |  |
|  | U. D. Almería                                               | U. D. Almería                                               |                                                             |                                                             |   |                    |                                                       |                                                       |                                                       |                                                       |  |                   |                                                        |                                                        |                                                        |                                                        |  |                 |                                                           |                                                           |                                                           |                                                           |  |                 |                                                       |                                                       |                                                       |  |
|  | Villarreal C. F.                                            | Villarreal C. F.                                            | 3                                                           | 8                                                           |   |                    |                                                       |                                                       |                                                       |                                                       |  |                   |                                                        |                                                        |                                                        |                                                        |  |                 |                                                           |                                                           |                                                           |                                                           |  |                 |                                                       |                                                       |                                                       |  |
|  | Villarreal C. F.                                            | Villarreal C. F.                                            | 3                                                           | 8                                                           |   | Villarreal C. F.   | Villarreal C. F.                                      | 2                                                     | 1                                                     |                                                       |  |                   |                                                        |                                                        |                                                        |                                                        |  |                 |                                                           |                                                           |                                                           |                                                           |  |                 |                                                       |                                                       |                                                       |  |
|  |                                                             |                                                             |                                                             |                                                             |   | Villarreal C. F.   | Villarreal C. F.                                      | 2                                                     | 1                                                     |                                                       |  |                   |                                                        |                                                        |                                                        |                                                        |  |                 |                                                           |                                                           |                                                           |                                                           |  |                 |                                                       |                                                       |                                                       |  |
|  |                                                             |                                                             | R. C. D. Espanyol                                           | R. C. D. Espanyol                                           | 2 | 3                  |                                                       |                                                       |                                                       |                                                       |  |                   |                                                        |                                                        |                                                        |                                                        |  |                 |                                                           |                                                           |                                                           |                                                           |  |                 |                                                       |                                                       |                                                       |  |
|  | Cádiz C. F.                                                 | Cádiz C. F.                                                 | R. C. D. Espanyol                                           | R. C. D. Espanyol                                           | 2 | 3                  | 2                                                     | 0                                                     |                                                       |                                                       |  |                   |                                                        |                                                        |                                                        |                                                        |  |                 |                                                           |                                                           |                                                           |                                                           |  |                 |                                                       |                                                       |                                                       |  |
|  | Cádiz C. F.                                                 | Cádiz C. F.                                                 |                                                             |                                                             |   |                    |                                                       |                                                       |                                                       |                                                       |  |                   |                                                        |                                                        |                                                        |                                                        |  |                 |                                                           |                                                           |                                                           |                                                           |  |                 |                                                       |                                                       |                                                       |  |
|  | Espanyol (v.)                                               | Espanyol (v.)                                               | 1                                                           | 1                                                           |   |                    |                                                       |                                                       |                                                       |                                                       |  |                   |                                                        |                                                        |                                                        |                                                        |  |                 |                                                           |                                                           |                                                           |                                                           |  |                 |                                                       |                                                       |                                                       |  |
|  | Espanyol (v.)                                               | Espanyol (v.)                                               | 1                                                           | 1                                                           |   |                    |                                                       |                                                       |                                                       |                                                       |  | R. C. D. Espanyol | R. C. D. Espanyol                                      | 1                                                      | 1                                                      |                                                        |  |                 |                                                           |                                                           |                                                           |                                                           |  |                 |                                                       |                                                       |                                                       |  |
|  |                                                             |                                                             |                                                             |                                                             |   |                    |                                                       |                                                       |                                                       |                                                       |  | R. C. D. Espanyol | R. C. D. Espanyol                                      | 1                                                      | 1                                                      |                                                        |  |                 |                                                           |                                                           |                                                           |                                                           |  |                 |                                                       |                                                       |                                                       |  |
|  |                                                             |                                                             | Real Betis (t.s.)                                           | Real Betis (t.s.)                                           | 1 | 3                  |                                                       |                                                       |                                                       |                                                       |  |                   |                                                        |                                                        |                                                        |                                                        |  |                 |                                                           |                                                           |                                                           |                                                           |  |                 |                                                       |                                                       |                                                       |  |
|  | Racing de Santander                                         | Racing de Santander                                         | Real Betis (t.s.)                                           | Real Betis (t.s.)                                           | 1 | 3                  | 0                                                     | 0                                                     |                                                       |                                                       |  |                   |                                                        |                                                        |                                                        |                                                        |  |                 |                                                           |                                                           |                                                           |                                                           |  |                 |                                                       |                                                       |                                                       |  |
|  | Racing de Santander                                         | Racing de Santander                                         |                                                             |                                                             |   |                    |                                                       |                                                       |                                                       |                                                       |  |                   |                                                        |                                                        |                                                        |                                                        |  |                 |                                                           |                                                           |                                                           |                                                           |  |                 |                                                       |                                                       |                                                       |  |
|  | Real Betis                                                  | Real Betis                                                  | 1                                                           | 4                                                           |   |                    |                                                       |                                                       |                                                       |                                                       |  |                   |                                                        |                                                        |                                                        |                                                        |  |                 |                                                           |                                                           |                                                           |                                                           |  |                 |                                                       |                                                       |                                                       |  |
|  | Real Betis                                                  | Real Betis                                                  | 1                                                           | 4                                                           |   | Real Betis (v.)    | Real Betis (v.)                                       | 0                                                     | 2                                                     |                                                       |  |                   |                                                        |                                                        |                                                        |                                                        |  |                 |                                                           |                                                           |                                                           |                                                           |  |                 |                                                       |                                                       |                                                       |  |
|  |                                                             |                                                             |                                                             |                                                             |   | Real Betis (v.)    | Real Betis (v.)                                       | 0                                                     | 2                                                     |                                                       |  |                   |                                                        |                                                        |                                                        |                                                        |  |                 |                                                           |                                                           |                                                           |                                                           |  |                 |                                                       |                                                       |                                                       |  |
|  |                                                             |                                                             | Real Sociedad                                               | Real Sociedad                                               | 0 | 2                  |                                                       |                                                       |                                                       |                                                       |  |                   |                                                        |                                                        |                                                        |                                                        |  |                 |                                                           |                                                           |                                                           |                                                           |  |                 |                                                       |                                                       |                                                       |  |
|  | Celta de Vigo                                               | Celta de Vigo                                               | Real Sociedad                                               | Real Sociedad                                               | 0 | 2                  | 1                                                     | 0                                                     |                                                       |                                                       |  |                   |                                                        |                                                        |                                                        |                                                        |  |                 |                                                           |                                                           |                                                           |                                                           |  |                 |                                                       |                                                       |                                                       |  |
|  | Celta de Vigo                                               | Celta de Vigo                                               |                                                             |                                                             |   |                    |                                                       |                                                       |                                                       |                                                       |  |                   |                                                        |                                                        |                                                        |                                                        |  |                 |                                                           |                                                           |                                                           |                                                           |  |                 |                                                       |                                                       |                                                       |  |
|  | Real Sociedad                                               | Real Sociedad                                               | 1                                                           | 2                                                           |   |                    |                                                       |                                                       |                                                       |                                                       |  |                   |                                                        |                                                        |                                                        |                                                        |  |                 |                                                           |                                                           |                                                           |                                                           |  |                 |                                                       |                                                       |                                                       |  |
|  | Real Sociedad                                               | Real Sociedad                                               | 1                                                           | 2                                                           |   |                    |                                                       |                                                       |                                                       |                                                       |  |                   |                                                        |                                                        |                                                        |                                                        |  | Real Betis      | Real Betis                                                | 2                                                         | 0                                                         |                                                           |  |                 |                                                       |                                                       |                                                       |  |
|  |                                                             |                                                             |                                                             |                                                             |   |                    |                                                       |                                                       |                                                       |                                                       |  |                   |                                                        |                                                        |                                                        |                                                        |  | Real Betis      | Real Betis                                                | 2                                                         | 0                                                         |                                                           |  |                 |                                                       |                                                       |                                                       |  |
|  |                                                             |                                                             | Valencia C. F.                                              | Valencia C. F.                                              | 2 | 1                  |                                                       |                                                       |                                                       |                                                       |  |                   |                                                        |                                                        |                                                        |                                                        |  |                 |                                                           |                                                           |                                                           |                                                           |  |                 |                                                       |                                                       |                                                       |  |
|  | Córdoba C. F.                                               | Córdoba C. F.                                               | Valencia C. F.                                              | Valencia C. F.                                              | 2 | 1                  | 1                                                     | 1                                                     |                                                       |                                                       |  |                   |                                                        |                                                        |                                                        |                                                        |  |                 |                                                           |                                                           |                                                           |                                                           |  |                 |                                                       |                                                       |                                                       |  |
|  | Córdoba C. F.                                               | Córdoba C. F.                                               |                                                             |                                                             |   |                    |                                                       |                                                       |                                                       |                                                       |  |                   |                                                        |                                                        |                                                        |                                                        |  |                 |                                                           |                                                           |                                                           |                                                           |  |                 |                                                       |                                                       |                                                       |  |
|  | Getafe C. F.                                                | Getafe C. F.                                                | 2                                                           | 5                                                           |   |                    |                                                       |                                                       |                                                       |                                                       |  |                   |                                                        |                                                        |                                                        |                                                        |  |                 |                                                           |                                                           |                                                           |                                                           |  |                 |                                                       |                                                       |                                                       |  |
|  | Getafe C. F.                                                | Getafe C. F.                                                | 2                                                           | 5                                                           |   | Getafe C. F.       | Getafe C. F.                                          | 1                                                     | 1                                                     |                                                       |  |                   |                                                        |                                                        |                                                        |                                                        |  |                 |                                                           |                                                           |                                                           |                                                           |  |                 |                                                       |                                                       |                                                       |  |
|  |                                                             |                                                             |                                                             |                                                             |   | Getafe C. F.       | Getafe C. F.                                          | 1                                                     | 1                                                     |                                                       |  |                   |                                                        |                                                        |                                                        |                                                        |  |                 |                                                           |                                                           |                                                           |                                                           |  |                 |                                                       |                                                       |                                                       |  |
|  |                                                             |                                                             | Real Valladolid                                             | Real Valladolid                                             | 0 | 1                  |                                                       |                                                       |                                                       |                                                       |  |                   |                                                        |                                                        |                                                        |                                                        |  |                 |                                                           |                                                           |                                                           |                                                           |  |                 |                                                       |                                                       |                                                       |  |
|  | R. C. D. Mallorca                                           | R. C. D. Mallorca                                           | Real Valladolid                                             | Real Valladolid                                             | 0 | 1                  | 1                                                     | 1                                                     |                                                       |                                                       |  |                   |                                                        |                                                        |                                                        |                                                        |  |                 |                                                           |                                                           |                                                           |                                                           |  |                 |                                                       |                                                       |                                                       |  |
|  | R. C. D. Mallorca                                           | R. C. D. Mallorca                                           |                                                             |                                                             |   |                    |                                                       |                                                       |                                                       |                                                       |  |                   |                                                        |                                                        |                                                        |                                                        |  |                 |                                                           |                                                           |                                                           |                                                           |  |                 |                                                       |                                                       |                                                       |  |
|  | Real Valladolid                                             | Real Valladolid                                             | 2                                                           | 2                                                           |   |                    |                                                       |                                                       |                                                       |                                                       |  |                   |                                                        |                                                        |                                                        |                                                        |  |                 |                                                           |                                                           |                                                           |                                                           |  |                 |                                                       |                                                       |                                                       |  |
|  | Real Valladolid                                             | Real Valladolid                                             | 2                                                           | 2                                                           |   |                    |                                                       |                                                       |                                                       |                                                       |  | Getafe C. F.      | Getafe C. F.                                           | 1                                                      | 1                                                      |                                                        |  |                 |                                                           |                                                           |                                                           |                                                           |  |                 |                                                       |                                                       |                                                       |  |
|  |                                                             |                                                             |                                                             |                                                             |   |                    |                                                       |                                                       |                                                       |                                                       |  | Getafe C. F.      | Getafe C. F.                                           | 1                                                      | 1                                                      |                                                        |  |                 |                                                           |                                                           |                                                           |                                                           |  |                 |                                                       |                                                       |                                                       |  |
|  |                                                             |                                                             | Valencia C. F.                                              | Valencia C. F.                                              | 0 | 3                  |                                                       |                                                       |                                                       |                                                       |  |                   |                                                        |                                                        |                                                        |                                                        |  |                 |                                                           |                                                           |                                                           |                                                           |  |                 |                                                       |                                                       |                                                       |  |
|  | Sporting de Gijón                                           | Sporting de Gijón                                           | Valencia C. F.                                              | Valencia C. F.                                              | 0 | 3                  | 2                                                     | 2                                                     |                                                       |                                                       |  |                   |                                                        |                                                        |                                                        |                                                        |  |                 |                                                           |                                                           |                                                           |                                                           |  |                 |                                                       |                                                       |                                                       |  |
|  | Sporting de Gijón                                           | Sporting de Gijón                                           |                                                             |                                                             |   |                    |                                                       |                                                       |                                                       |                                                       |  |                   |                                                        |                                                        |                                                        |                                                        |  |                 |                                                           |                                                           |                                                           |                                                           |  |                 |                                                       |                                                       |                                                       |  |
|  | S. D. Eibar                                                 | S. D. Eibar                                                 | 0                                                           | 2                                                           |   |                    |                                                       |                                                       |                                                       |                                                       |  |                   |                                                        |                                                        |                                                        |                                                        |  |                 |                                                           |                                                           |                                                           |                                                           |  |                 |                                                       |                                                       |                                                       |  |
|  | S. D. Eibar                                                 | S. D. Eibar                                                 | 0                                                           | 2                                                           |   | Sporting de Gijón  | Sporting de Gijón                                     | 2                                                     | 0                                                     |                                                       |  |                   |                                                        |                                                        |                                                        |                                                        |  |                 |                                                           |                                                           |                                                           |                                                           |  |                 |                                                       |                                                       |                                                       |  |
|  |                                                             |                                                             |                                                             |                                                             |   | Sporting de Gijón  | Sporting de Gijón                                     | 2                                                     | 0                                                     |                                                       |  |                   |                                                        |                                                        |                                                        |                                                        |  |                 |                                                           |                                                           |                                                           |                                                           |  |                 |                                                       |                                                       |                                                       |  |
|  |                                                             |                                                             | Valencia C. F.                                              | Valencia C. F.                                              | 1 | 3                  |                                                       |                                                       |                                                       |                                                       |  |                   |                                                        |                                                        |                                                        |                                                        |  |                 |                                                           |                                                           |                                                           |                                                           |  |                 |                                                       |                                                       |                                                       |  |
|  | C. D. Ebro                                                  | C. D. Ebro                                                  | Valencia C. F.                                              | Valencia C. F.                                              | 1 | 3                  | 1                                                     | 0                                                     |                                                       |                                                       |  |                   |                                                        |                                                        |                                                        |                                                        |  |                 |                                                           |                                                           |                                                           |                                                           |  |                 |                                                       |                                                       |                                                       |  |
|  | C. D. Ebro                                                  | C. D. Ebro                                                  |                                                             |                                                             |   |                    |                                                       |                                                       |                                                       |                                                       |  |                   |                                                        |                                                        |                                                        |                                                        |  |                 |                                                           |                                                           |                                                           |                                                           |  |                 |                                                       |                                                       |                                                       |  |
|  | Valencia C. F.                                              | Valencia C. F.                                              | 2                                                           | 1                                                           |   |                    |                                                       |                                                       |                                                       |                                                       |  |                   |                                                        |                                                        |                                                        |                                                        |  |                 |                                                           |                                                           |                                                           |                                                           |  |                 |                                                       |                                                       |                                                       |  |
|  | Valencia C. F.                                              | Valencia C. F.                                              | 2                                                           | 1                                                           |   |                    |                                                       |                                                       |                                                       |                                                       |  |                   |                                                        |                                                        |                                                        |                                                        |  |                 |                                                           |                                                           |                                                           |                                                           |  |                 |                                                       |                                                       |                                                       |  |
|  |                                                             |                                                             |                                                             |                                                             |   |                    |                                                       |                                                       |                                                       |                                                       |  |                   |                                                        |                                                        |                                                        |                                                        |  |                 |                                                           |                                                           |                                                           |                                                           |  |                 |                                                       |                                                       |                                                       |  |

### Cuarta Ronda
En esta ronda participarán:
- Los 20 equipos de Primera División, divididos en:
  - 4 participantes en la Champions.
  - 3 participantes en la Europa League.
  - 13 equipos no participantes en competición europea.
- 6 equipos de Segunda División.
- 6 equipos de Segunda División B y Tercera División.

Los emparejamientos se realizarán de forma que los equipos a priori más potentes pendientes de sorteo disputen su eliminatoria con los menos potentes, del siguiente modo:
1. Los cuatro participantes en la Champions League se enfrentarán con cuatro de los seis equipos de Segunda B o Tercera.
2. Los dos equipos restantes de Segunda B o Tercera se enfrentarán con dos participantes en la Europa League.
3. El equipo participante en la Europa League restante se emparejará con un equipo de Segunda.
4. Los cinco equipos de Segunda restantes se emparejarán con cinco equipos de Primera no participantes en competiciones europeas.
5. Finalmente, los ocho equipos restantes de Primera se emparejarán entre sí.

El equipo de menor categoría disputará el primer partido como local. Para los equipos de Primera emparejados entre sí, el orden de los partidos se determina según el orden de extracción en el sorteo.
| Equipo 1            | Agr.     | Equipo 2              | Ida | Vuelta |
| ------------------- | -------- | --------------------- | --- | ------ |
| Cultural Leonesa    | 1–5      | F. C. Barcelona       | 0–1 | 1–4    |
| C. D. Ebro          | 1–3      | Valencia C. F.        | 1–2 | 0–1    |
| U. E. Sant Andreu   | 0–5      | Atlético de Madrid    | 0–1 | 0–4    |
| U. D. Melilla       | 1–10     | Real Madrid C. F.     | 0–4 | 1–6    |
| C. F. Villanovense  | 0–1      | Sevilla F. C.         | 0–0 | 0–1    |
| Racing de Santander | 0–5      | Real Betis            | 0–1 | 0–4    |
| U. D. Almería       | 3–11     | Villarreal C. F.      | 3–3 | 0–8    |
| R. C. D. Mallorca   | 2–4      | Real Valladolid C. F. | 1–2 | 1–2    |
| Cádiz C. F.         | 2–2 (v.) | R. C. D. Espanyol     | 2–1 | 0–1    |
| Sporting de Gijón   | 4–2      | S. D. Eibar           | 2–0 | 2–2    |
| C. D. Lugo          | 1–3      | Levante U. D.         | 1–1 | 0–2    |
| Córdoba C. F.       | 2–7      | Getafe C. F.          | 1–2 | 1–5    |
| Athletic Club       | 8–0      | S. D. Huesca          | 4–0 | 4–0    |
| Deportivo Alavés    | 3–4      | Girona F. C.          | 2–2 | 1–2    |
| C. D. Leganés       | 3–2      | Rayo Vallecano        | 2–2 | 1–0    |
| R. C. Celta de Vigo | 1–3      | Real Sociedad         | 1–1 | 0–2    |

### Octavos de final
Intervinieron los 16 equipos vencedores de dieciseisavos, emparejados por sorteo puro
| Equipo 1          | Agr.     | Equipo 2              | Ida | Vuelta |
| ----------------- | -------- | --------------------- | --- | ------ |
| Real Madrid C. F. | 3–1      | C. D. Leganés         | 3–0 | 0–1    |
| Getafe C. F.      | 2–1      | Real Valladolid C. F. | 1–0 | 1–1    |
| Real Betis        | (v.) 2–2 | Real Sociedad         | 0–0 | 2–2    |
| Levante U. D.     | 2–4      | F. C. Barcelona       | 2–1 | 0–3    |
| Athletic Club     | 2–3      | Sevilla F. C.         | 1–3 | 1–0    |
| Sporting de Gijón | 2–4      | Valencia C. F.        | 2–1 | 0–3    |
| Girona F. C.      | (v.) 4–4 | Atlético de Madrid    | 1–1 | 3–3    |
| Villarreal C. F.  | 3–5      | R. C. D. Espanyol     | 2–2 | 1–3    |

### Cuartos de final
Participaron los ocho vencedores de octavos, emparejados por sorteo puro.
| Equipo 1          | Agr.       | Equipo 2        | Ida | Vuelta |
| ----------------- | ---------- | --------------- | --- | ------ |
| Real Madrid C. F. | 7–3        | Girona F. C.    | 4–2 | 3–1    |
| Getafe C. F.      | 2–3        | Valencia C. F.  | 1–0 | 1–3    |
| Sevilla F. C.     | 3–6        | F. C. Barcelona | 2–0 | 1–6    |
| R. C. D. Espanyol | 2–4 (t.s.) | Real Betis      | 1–1 | 1–3    |

### Semifinales
Las disputaron los cuatro vencedores de cuartos, emparejados por sorteo puro.
| Equipo 1        | Agr. | Equipo 2          | Ida | Vuelta |
| --------------- | ---- | ----------------- | --- | ------ |
| Real Betis      | 2–3  | Valencia C. F.    | 2–2 | 0–1    |
| F. C. Barcelona | 4–1  | Real Madrid C. F. | 1–1 | 3–0    |

### Final
| 13    | Guardameta     | Jasper Cillessen  |     |
| 2     | Defensa        | Nélson Semedo     | 46' |
| 3     | Defensa        | Gerard Piqué      |     |
| 15    | Defensa        | Clément Lenglet   |     |
| 18    | Defensa        | Jordi Alba        |     |
| 4     | Centrocampista | Ivan Rakitić      | 77' |
| 5     | Centrocampista | Sergio Busquets   |     |
| 8     | Centrocampista | Arthur Melo       | 46' |
| 20    | Delantero      | Sergi Roberto     |     |
| 10    | Delantero      | Lionel Messi      |     |
| 7     | Delantero      | Philippe Coutinho |     |
| D. T. | D. T.          | Ernesto Valverde  |     |

| 1     | Guardameta     | Jaume Domènech         |     |
| 18    | Defensa        | Daniel Wass            |     |
| 24    | Defensa        | Ezequiel Garay         |     |
| 5     | Defensa        | Gabriel Paulista       |     |
| 14    | Defensa        | José Luis Gayà         |     |
| 8     | Centrocampista | Carlos Soler           |     |
| 10    | Centrocampista | Daniel Parejo          | 65' |
| 17    | Centrocampista | Francis Coquelin       |     |
| 7     | Centrocampista | Gonçalo Guedes         |     |
| 19    | Delantero      | Rodrigo Moreno         | 88' |
| 9     | Delantero      | Kévin Gameiro          | 72' |
| D. T. | D. T.          | Marcelino García Toral |     |

| 22 | Centrocampista | Arturo Vidal | 46' |
| 14 | Delantero      | Malcom       | 46' |
| 21 | Centrocampista | Carles Aleñá | 77' |

| 6  | Centrocampista | Geoffrey Kondogbia | 65' |
| 21 | Defensa        | Cristiano Piccini  | 72' |
| 12 | Defensa        | Mouctar Diakhaby   | 88' |

| 73' | Lionel Messi | 1:2 |

| 21' · 33' | Kevin Gameiro Rodrigo | 0:1 0:2 |

| 61' · 89' | Sergio Busquets Arturo Vidal |

| 53' · 70' | José Luis Gayà Geoffrey Kondogbia |

| Principal  | Undiano Mallenco       |
| Asistentes | Alonso Fernández       |
|            | Prieto López de Ceraín |
| Cuarto     | De Burgos Bengoetxea   |

| Asistentes VAR | Sánchez Martínez       |
|                | Díaz Pérez del Palomar |

|                    |     |     |
| Tiros              | 26  | 9   |
| Tiros a puerta     | 6   | 4   |
| Faltas             | 8   | 13  |
| Saques de esquina  | 9   | 2   |
| Penaltis           | 0   | 0   |
| Fueras de juego    | 1   | 0   |
| Posesión del balón | 63% | 37% |

| Alineación inicial |

| 13    | Guardameta     | Jasper Cillessen  |     |
| 2     | Defensa        | Nélson Semedo     | 46' |
| 3     | Defensa        | Gerard Piqué      |     |
| 15    | Defensa        | Clément Lenglet   |     |
| 18    | Defensa        | Jordi Alba        |     |
| 4     | Centrocampista | Ivan Rakitić      | 77' |
| 5     | Centrocampista | Sergio Busquets   |     |
| 8     | Centrocampista | Arthur Melo       | 46' |
| 20    | Delantero      | Sergi Roberto     |     |
| 10    | Delantero      | Lionel Messi      |     |
| 7     | Delantero      | Philippe Coutinho |     |
| D. T. | D. T.          | Ernesto Valverde  |     |

| 1     | Guardameta     | Jaume Domènech         |     |
| 18    | Defensa        | Daniel Wass            |     |
| 24    | Defensa        | Ezequiel Garay         |     |
| 5     | Defensa        | Gabriel Paulista       |     |
| 14    | Defensa        | José Luis Gayà         |     |
| 8     | Centrocampista | Carlos Soler           |     |
| 10    | Centrocampista | Daniel Parejo          | 65' |
| 17    | Centrocampista | Francis Coquelin       |     |
| 7     | Centrocampista | Gonçalo Guedes         |     |
| 19    | Delantero      | Rodrigo Moreno         | 88' |
| 9     | Delantero      | Kévin Gameiro          | 72' |
| D. T. | D. T.          | Marcelino García Toral |     |

| 22 | Centrocampista | Arturo Vidal | 46' |
| 14 | Delantero      | Malcom       | 46' |
| 21 | Centrocampista | Carles Aleñá | 77' |

| 6  | Centrocampista | Geoffrey Kondogbia | 65' |
| 21 | Defensa        | Cristiano Piccini  | 72' |
| 12 | Defensa        | Mouctar Diakhaby   | 88' |

| 73' | Lionel Messi | 1:2 |

| 21' · 33' | Kevin Gameiro Rodrigo | 0:1 0:2 |

| 61' · 89' | Sergio Busquets Arturo Vidal |

| 53' · 70' | José Luis Gayà Geoffrey Kondogbia |

| Principal  | Undiano Mallenco       |
| Asistentes | Alonso Fernández       |
|            | Prieto López de Ceraín |
| Cuarto     | De Burgos Bengoetxea   |

| Asistentes VAR | Sánchez Martínez       |
|                | Díaz Pérez del Palomar |

|                    |     |     |
| Tiros              | 26  | 9   |
| Tiros a puerta     | 6   | 4   |
| Faltas             | 8   | 13  |
| Saques de esquina  | 9   | 2   |
| Penaltis           | 0   | 0   |
| Fueras de juego    | 1   | 0   |
| Posesión del balón | 63% | 37% |

| Alineación inicial |

| 13    | Guardameta     | Jasper Cillessen  |     |
| 2     | Defensa        | Nélson Semedo     | 46' |
| 3     | Defensa        | Gerard Piqué      |     |
| 15    | Defensa        | Clément Lenglet   |     |
| 18    | Defensa        | Jordi Alba        |     |
| 4     | Centrocampista | Ivan Rakitić      | 77' |
| 5     | Centrocampista | Sergio Busquets   |     |
| 8     | Centrocampista | Arthur Melo       | 46' |
| 20    | Delantero      | Sergi Roberto     |     |
| 10    | Delantero      | Lionel Messi      |     |
| 7     | Delantero      | Philippe Coutinho |     |
| D. T. | D. T.          | Ernesto Valverde  |     |

| 1     | Guardameta     | Jaume Domènech         |     |
| 18    | Defensa        | Daniel Wass            |     |
| 24    | Defensa        | Ezequiel Garay         |     |
| 5     | Defensa        | Gabriel Paulista       |     |
| 14    | Defensa        | José Luis Gayà         |     |
| 8     | Centrocampista | Carlos Soler           |     |
| 10    | Centrocampista | Daniel Parejo          | 65' |
| 17    | Centrocampista | Francis Coquelin       |     |
| 7     | Centrocampista | Gonçalo Guedes         |     |
| 19    | Delantero      | Rodrigo Moreno         | 88' |
| 9     | Delantero      | Kévin Gameiro          | 72' |
| D. T. | D. T.          | Marcelino García Toral |     |

| 22 | Centrocampista | Arturo Vidal | 46' |
| 14 | Delantero      | Malcom       | 46' |
| 21 | Centrocampista | Carles Aleñá | 77' |

| 6  | Centrocampista | Geoffrey Kondogbia | 65' |
| 21 | Defensa        | Cristiano Piccini  | 72' |
| 12 | Defensa        | Mouctar Diakhaby   | 88' |

| 73' | Lionel Messi | 1:2 |

| 21' · 33' | Kevin Gameiro Rodrigo | 0:1 0:2 |

| 61' · 89' | Sergio Busquets Arturo Vidal |

| 53' · 70' | José Luis Gayà Geoffrey Kondogbia |

| Principal  | Undiano Mallenco       |
| Asistentes | Alonso Fernández       |
|            | Prieto López de Ceraín |
| Cuarto     | De Burgos Bengoetxea   |

| Asistentes VAR | Sánchez Martínez       |
|                | Díaz Pérez del Palomar |

|                    |     |     |
| Tiros              | 26  | 9   |
| Tiros a puerta     | 6   | 4   |
| Faltas             | 8   | 13  |
| Saques de esquina  | 9   | 2   |
| Penaltis           | 0   | 0   |
| Fueras de juego    | 1   | 0   |
| Posesión del balón | 63% | 37% |

| Alineación inicial |

| 13    | Guardameta     | Jasper Cillessen  |     |
| 2     | Defensa        | Nélson Semedo     | 46' |
| 3     | Defensa        | Gerard Piqué      |     |
| 15    | Defensa        | Clément Lenglet   |     |
| 18    | Defensa        | Jordi Alba        |     |
| 4     | Centrocampista | Ivan Rakitić      | 77' |
| 5     | Centrocampista | Sergio Busquets   |     |
| 8     | Centrocampista | Arthur Melo       | 46' |
| 20    | Delantero      | Sergi Roberto     |     |
| 10    | Delantero      | Lionel Messi      |     |
| 7     | Delantero      | Philippe Coutinho |     |
| D. T. | D. T.          | Ernesto Valverde  |     |

| 1     | Guardameta     | Jaume Domènech         |     |
| 18    | Defensa        | Daniel Wass            |     |
| 24    | Defensa        | Ezequiel Garay         |     |
| 5     | Defensa        | Gabriel Paulista       |     |
| 14    | Defensa        | José Luis Gayà         |     |
| 8     | Centrocampista | Carlos Soler           |     |
| 10    | Centrocampista | Daniel Parejo          | 65' |
| 17    | Centrocampista | Francis Coquelin       |     |
| 7     | Centrocampista | Gonçalo Guedes         |     |
| 19    | Delantero      | Rodrigo Moreno         | 88' |
| 9     | Delantero      | Kévin Gameiro          | 72' |
| D. T. | D. T.          | Marcelino García Toral |     |

| 22 | Centrocampista | Arturo Vidal | 46' |
| 14 | Delantero      | Malcom       | 46' |
| 21 | Centrocampista | Carles Aleñá | 77' |

| 6  | Centrocampista | Geoffrey Kondogbia | 65' |
| 21 | Defensa        | Cristiano Piccini  | 72' |
| 12 | Defensa        | Mouctar Diakhaby   | 88' |

| 73' | Lionel Messi | 1:2 |

| 21' · 33' | Kevin Gameiro Rodrigo | 0:1 0:2 |

| 61' · 89' | Sergio Busquets Arturo Vidal |

| 53' · 70' | José Luis Gayà Geoffrey Kondogbia |

| Principal  | Undiano Mallenco       |
| Asistentes | Alonso Fernández       |
|            | Prieto López de Ceraín |
| Cuarto     | De Burgos Bengoetxea   |

| Asistentes VAR | Sánchez Martínez       |
|                | Díaz Pérez del Palomar |

|                    |     |     |
| Tiros              | 26  | 9   |
| Tiros a puerta     | 6   | 4   |
| Faltas             | 8   | 13  |
| Saques de esquina  | 9   | 2   |
| Penaltis           | 0   | 0   |
| Fueras de juego    | 1   | 0   |
| Posesión del balón | 63% | 37% |

| Alineación inicial |

|                |
|                |
| Campeón        |
| Valencia C. F. |
| 8.º título     |